# Fuente de la Hispanidad

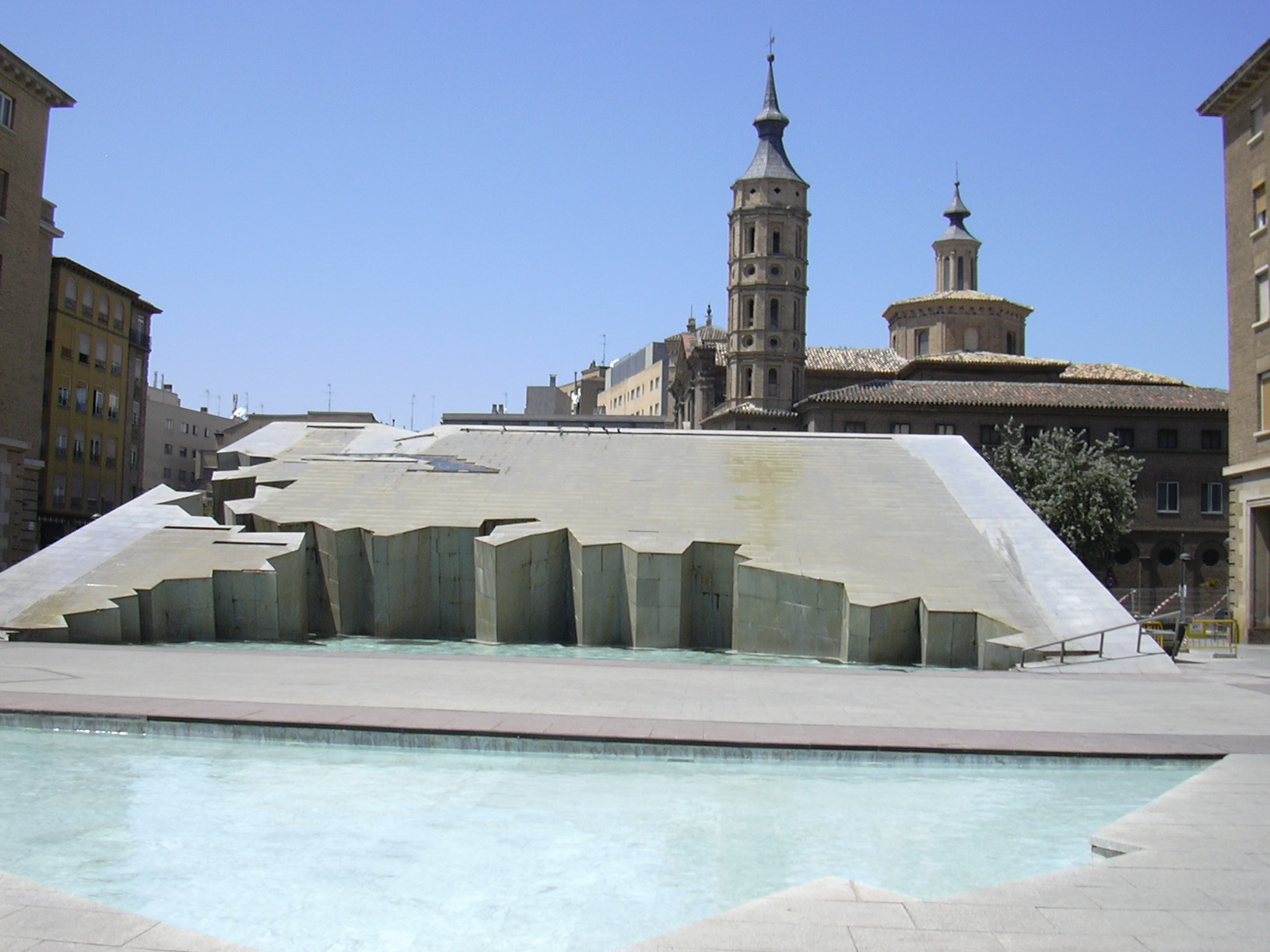
Fuente de la Hispanidad.

La Fuente de la Hispanidad se encuentra en el norte de la Plaza del Pilar de Zaragoza, justo enfrente de la iglesia de San Juan de los Panetes. Como parte de las remodelaciones hechas a la plaza en 1991, se edificó esta fuente en honor a la Hispanidad.
Su figura dibuja el mapa de Hispanoamérica. En la parte superior norte una estría forma el mapa de la Península de Yucatán y Centroamérica. Una cascada cae en el estanque que simula formar Sudamérica y la Tierra de Fuego.
La fuente se complementa con 3 bloques prismáticos de diferentes dimensiones de hormigón revestidos de mármol blanco, que evocan las 2 carabelas y la nao en las que embarcó Cristóbal Colón, y con un globo terráqueo de hormigón.